# Thubten Chodron
Venerable Thubten Chodron de nombre secular Cheryl Greene, (Chicago, 18 de septiembre de 1950) es una monja budista de la tradición tibetana estadounidense especialmente conocida por su trabajo para la recuperación de la ordenación de mujeres (Bhikshuni). También destaca su compromiso por el diálogo interreligioso y la mediación. Es discípula del XIV Dalái lama Tenzin Gyatso. Fundadora y abadesa del único monasterio de formación budista tibetano para monjas y monjes occidentales en Estados Unidos, ha publicado numerosos libros sobre filosofía y meditación budista. Es también coautora con el dalái lama de una serie de volúmenes de enseñanza sobre el camino budista: The Library of Wisdom and Compassion.  

## Biografía
Nació en 1950 en Chicago en el seno de una familia "judía no religiosa". Creció en Los Ángeles (California) y obtuvo una Licenciatura en Historia en la Universidad de California (UCLA) en 1971. Después de viajar por Europa, África del Norte y Asia durante año y medio, regresó a California donde realizó un posgrado en educación en la Universidad del Sur de California mientras trabajaba como maestra en el Sistema Escolar de la Ciudad de Los Ángeles. En 1975, asistió a un curso de meditación impartido por el lama Thubten Yeshe y Kyabje Thubten Zopa Rinpoche, lo que la motivó para estudiar y practicar la tradición del budismo tibetano en un monasterio en Nepal, el Monasterio de Kopan. En 1977, a los 27 años, recibió la ordenación de novicia (Sramanerika) por Kyabje Ling Rinpoche en Dharamshala y en 1986, viajó a Taiwán para recibir la ordenación como monja (Bhikshuni).
Ha estudiado y practicado la tradición tibetana, en India y Nepal bajo la guía del XIV Dalái lama Tsenzhab Serkong Rinpoche, el Lama Thubten Yeshe, Thubten Zopa Rinpoche y otros maestros. También estudió durante tres años en el Monasterio Dorje Pamo en Francia. Dirigió el programa espiritual del Instituto Lama Tzong Khapa de Italia durante casi dos años, fue profesora residente en el centro budista Amitābha en Singapur y durante una década fue directora espiritual y profesora residente de la Dharma Friendship Foundation de Seattle.
Chodron es conocida por recuperar la ordenación femenina, cultivar el diálogo interreligioso, difundir la doctrina en prisiones y enseñarla en todo el mundo. Su didáctica pone de relieve la aplicación práctica del budismo en la vida cotidiana y es reconocida por haber facilitado su comprensión y práctica a los occidentales, como en su adaptación de las enseñanzas Lamrim. Ha trabajado especialmente en la recuperación del linaje de las monjas budistas, denominadas Bhikkhuni. 
Es autora de diversos artículos y más de una veintena de libros, dos de ellos coescritos con el dalái lama. Entre sus libros más conocidos, traducidos al español se encuentran Budismo para principiantes, Corazón abierto, Mente lúcida, El camino de la felicidad o Vivir con el Corazón, publicados en español por Ediciones Dharma.
Es cofundadora de la asociación internacional de maestros budistas de occidente. Fue una participante destacada en las conferencias de 1993 y 1994 con Su Santidad el Dalái lama.
En 1996 fue coorganizadora de una conferencia internacional de mujeres budistas occidentales y jugó un papel fundamental en la celebración del 18 al 20 de julio de 2007 del histórico Congreso Internacional sobre el Papel de las Mujeres Budistas en la Sangha sobre el papel de las mujeres en el monasticismo budista.
En la actualidad es la abadesa del Monasterio Sravasti, que fundó en 2003 y que es el primer monasterio para monjas y monjes budistas en Estados Unidos. Está ubicado en el norte de Spokane, en Whashington cerca del estado de Idaho.

## Premios y reconocimientos
En 2016 fue distinguida con el Premio Global Bhikkhuni presentado por la Asociación Chinese Buddhist Bhikkhuni de Taiwán.

## Publicaciones
Libros traducidos al español
- Budismo para principiantes
- El camino de la felicidad. Ediciones Dharma

- Vivir con el corazón con Russell Kolts Ediciones Dharma[5]
- Corazón abierto, Mente lúcida Ediciones Dharma[9]
- Despertar cada día Ediciones Dharma